# Slow living
Slow living (в превод „бавен живот“) е организация, призоваваща към умерен начин на живот. Нейните привърженици популяризират вкусната и здравословна храна, която трябва да се приготвя и консумира бавно – с удоволствие.
Движението е създадено още през 1986 г., когато неговите последователи излизат на протест срещу поредното създаване на ресторант за бързо хранене от веригата McDonald's.
Slow living призовава към умерен начин на живот – „бавно хранене“, „бавен туризъм“, „бавен секс“. Основният принцип при този начин на живот е да получаваш удоволствие от това, което правиш, без значение дали става въпрос за работа, разходка, хранене или взаимоотношения.
„Слоулайферите“ са последователите на идеята. Те осъзнават и изживяват всеки миг пълноценно.